# Роман, Лео
Леонардо Роман Рикельме (исп. Leonardo "Leo" Román Riquelme; род. 6 июля 2000, Ивиса) — испанский футболист, вратарь клуба «Мальорка».

## Клубная карьера
Роман — воспитанник клубов «Атлетико Исленьо», «Сан-Рафаэль», «Пенья Бланк-и-Блава» и «Пенья Депортива». В 2018 году Лео дебютировал за основной состав последнего, а также выступал за «Сан-Рафаэль» на правах аренды. Летом 2020 года Роман перешёл в «Мальорку», где в начале начал выступать за дублирующий состав. 16 декабря 2021 года в поединке Кубка Испании против «Льянеры» Лео дебютировал за основной состав. 8 января 2022 года в матче против «Леванте» он дебютировал в Ла Лиге.

## Международная карьера
В 2023 году Роман в составе молодёжной сборной Испании стал финалистом молодёжного чемпионата Европы в Румынии и Грузии. На турнире он сыграл в матче против сборной Украины.